# Бемби (театр)
Московский детский профессиональный театр «Бемби» (другое произношение — «Бэмби») — детский театр под руководством Заслуженной артистки РСФСР Натальи Бондарчук в городе Москва.

## История
Создан в 1987 году в Москве заслуженной артисткой РСФСР Натальей Бондарчук.
Изначально был организован как Детская сцена при Государственном Театре Киноактёра. С 1989 года театр ведёт самостоятельное существование, играя спектакли на разных сценах. По воспоминаниям художественного руководителя, в разное время с театром сотрудничали советские и российские актёры театра и кино: Жанна Прохоренко, Мария Виноградова, Николай Бурляев, Нина Маслова, Владимир Протасенко, Владимир Носик, Михаил Кислов, Павел Винник, Станислав Бородкин, Елена Проклова.
Вскоре после создания театр привлек к себе общественное внимание — в 1989 году была отснята и показывалась по центральному телевидению СССР передача о детском театре с юными и взрослыми актёрами на одной сцене «В гостях у театра Бэмби».
С 2001 года детская труппа театра базируется на основной сцене Дворца Творчества Детей и Молодежи «Хорошево» (Москва) и филиалах в Одинцово и Апрелевке (Московская обл.).
Зрители отмечают, что в спектаклях театра на сцене вместе со взрослыми профессиональными актёрами одновременно играют и дети разных возрастов. При театре ведётся обучение маленьких актёров 4-18 лет в театральной студии, что и позволяет детям качественно играть детские роли в спектаклях театра на одной сцене вместе со взрослыми актёрами.
В 2016 году театру исполнилось 30 лет. За это время театр дал более двух тысяч спектаклей и представлений. Деятельность детского театра «Бемби» тепло характеризовалась в поздравлениях по случаю юбилея его руководителю Наталье Бондарчук от жены Президента РФ Светланы Медведевой, мэра Москвы Сергея Собянина, партии Справедливая Россия.
Как указывается на сайте театра, «Бемби» является участником и лауреатом международных театральных фестивалей и фестивалей искусств в Греции (г. Хорто — 1995 г.), в Турции (г. Стамбул — 2000 г.), неоднократным лауреатом конкурса «Юные таланты Московии», дипломантом фестиваля «Русская драма» (г. Москва — 2004 г.).
Театр много гастролирует. Спектакли театра показывались во многих городах России — на Урале, на Алтае, в древнем Новгороде, Вологде, Суздале, Тольятти, Самаре, театр объехал города «Золотого кольца», неоднократно посещал города Украины, выступал в международном детском лагере «Артек», побывал в Греции, Франции, Турции, США, Болгарии.
В 2005 году актёры детского профессионального театра «Бемби» во главе с Натальей Бондарчук вошли в жюри фестиваля детского и юношеского кино «Сказка».
В 2010 году детская группа театра «Бемби» стала дипломантом театрального конкурса «Городской фестиваль искусств ЦХО МГДД(Ю)Т».
В 2013 году театр «Бемби» — участник фестиваля «Игрушки родом из книжки». В этом же в 2013 году театр Бемби был вновь членом жюри и одновременно участником юбилейного XV кинофестиваля «Сказка».
В 2015 году юбилейным трёхсотым показом спектакля «Приключения Буратино» был открыл детский кинофестиваль «Радуга» в Липецке.
В 2015 году театр Бемби принял участие в XIII Международном театральном форуме «Золотой Витязь», где получил три диплома лауреата в номинации «Театр-большая форма». В рамках фестиваля были показаны два спектакля, созданных при поддержке министерства культуры Российской Федерации. По итогам работы международного жюри фестиваля театр получил «Золотой Диплом» за музыкальный спектакль «Красная Шапочка» и «Специальный Диплом жюри» за экспериментальный спектакль о судьбе людей с аутизмом «Иные». Также «Золотым дипломом» была отмечена игра актёра театра Ивана Мурадханова.
В 2016 году началось сотрудничество "Бемби" с французским детским театром "Апрелик" под руководством Людмилы Дробич. Юные актёры из обоих театров были задействованы в совместных постановках спектакля "Красная Шапочка" в Москве и в Париже.
В октябре 2017 в посольстве России во Франции совместно с театром "Апрелик" был показан детский мюзикл "Бемби" (по мотивам сказки Феликса Зальтена). В рецензии на спектакль во французской газете "Русский очевидец" отмечается своеобразный синтез театра, музыки и лиры: "Здесь виртуозно и совсем не на детском уровне смешались танцевальные этюды и вокальные партии, поэзия и проза, красочные декорации и искусная световая работа" . Ранее театр с этим спектаклем стал лауреатом XIV Международного театрального форума «Золотой Витязь», Москва — 2016. Спектакль "Бемби" получил Диплом «За верность нашему детству» .

Сцена из спектакля Снежная Королева

## Общественная деятельность
С 2010 по 2014 годы театр плотно сотрудничал с благотворительным фондом социальной помощи детям «Расправь крылья!» под патронажем президента ОАО «Российские железные дороги» В. И. Якунина. В предновогодние дни и дни зимних каникул в 2010, 2011, 2012, 2013, 2014 годах на Казанском и Киевском вокзалах проводились благотворительные Новогодние Ёлки для детей-сирот, детей-инвалидов и тяжелобольных детей, в постановках и проведении которых были задействованы режиссёры и актёры театра со своими спектаклями.

## Основная труппа

Красная Шапочка, финал. В роли Красной Шапочки - Лиза Фёдорова (детская группа), Бабушка - Наталья Бондарчук

Снежная Королева, возвращение в Родной Дом. Бабушка - Наталья Бондарчук

- Бондарчук, Наталья Сергеевна, заслуженная артистка РСФСР, заслуженный деятель искусств России — Художественный Руководитель театра, режиссёр, актриса
- Кулямин, Александр Петрович — Режиссёр, актёр
- Фёдоров, Владимир Викторович[45] — Режиссёр, актёр, директор театра
- Гайдученко, Павел[46], Заслуженный артист России — актёр
- Горшков, Александр, Заслуженный артист России — актёр
- Геогджаева, Инна[47] -актёр
- Давыдов, Сергей[48] — актёр
- Лернер, Геннадий — актёр
- Молочков, Николай[49] — актёр
- Мурадханов, Иван[50] — актёр, зам. директора театра
- Полякова, Ольга[51] — актриса, администратор театра
- Торосян Софья[52] — актриса
- Чернухин, Лев[53] — актёр

## Спектакли
- Бемби (Детский мюзикл по мотивам сказки Феликса Зальтена "Бемби". Постановка: Режиссёр-постановщик Наталья Бондарчук. Музыка: Иван Бурляев. Режиссёр Владимир Фёдоров)
- Красная Шапочка (Музыкальная сказка в двух действиях. Постановка: Режиссёр-постановщик Наталья Бондарчук. Музыка: Иван Бурляев. Режиссёр Владимир Фёдоров)
- Иные (Экспериментальный спектакль о судьбе людей с аутизмом. Постановка: Режиссёр-постановщик Наталья Бондарчук. Музыка: Иван Бурляев.)
- Снежная королева (Музыкальная сказка в двух действиях. По мотивам одноимённой пьесы Е.Шварца. Постановка: Режиссёр-постановщик Наталья Бондарчук. Музыка: Иван Бурляев. Режиссёр Владимир Фёдоров)
- Сказка о заколдованной Снегурочке (Музыкальная сказка в одном действии. Постановка: Режиссёр-постановщик и музыка Александр Кулямин. Режиссёр Владимир Фёдоров.)
- Приключения Буратино (Музыкальная сказка в двух действиях. Постановка: Режиссёр-постановщик Александр Кулямин. Режиссёр Владимир Фёдоров. Музыка А. Кулямин и Ю. Калинин)
- Щелкунчик (Музыкальная сказка в одном действии по мотивам сказки Гофмана. Постановка: Режиссёр-постановщик Александр Кулямин; режиссёр Владимир Фёдоров. Музыка: Сорочинская Светлана, Кулямин Александр.)
- Аленький цветочек (Музыкальная сказка в одном действии. Постановка: Режиссёр-постановщик Александр Кулямин; Музыка: Д.Мальцев.)
- Золушка (Музыкальная сказка в одном действии. Постановка: Режиссёр-постановщик Александр Кулямин; Музыка: Д.Мальцев.)
- Двенадцать месяцев (Музыкальная сказка в одном действии. Постановка: Режиссёр-постановщик Александр Кулямин; режиссёр Владимир Фёдоров. Музыка: Сорочинская Светлана.)

По информации с сайта театра Бемби спектакли «Щелкунчик», «Аленький Цветочек», «Золушка» и «Двенадцать месяцев» входят в репертуар московского театра «Волшебный мир Александра Кулямина».